# NGC 749
NGC 749 (другие обозначения — ESO 414-11, MCG -5-5-23, IRAS01534-3009, PGC 7191) — галактика в созвездии Печь.
Этот объект входит в число перечисленных в оригинальной редакции «Нового общего каталога».
В галактике взорвалась сверхновая SN 2001dn. Она относится к типу Ia.